# Ceratonykini
De Ceratonykini zijn een groep theropoden behorende tot de Alvarezsauridae.
In 2012 benoemden Federico Agnolin e.a de Ceratonykini, waarvan de naam afgeleid is van Ceratonykus. De klade is gedefinieerd als de groep bestaande uit de laatste gemeenschappelijke voorouder van Ceratonykus oculatus en Xixianykus zhangi; en al zijn afstammelingen.
In de analyse van Agnolin e.a. waren de Ceratonykini de zustergroep van de Mononykini. Het gaat om kleine vormen uit het Opper-Krijt van Azië. Een ander mogelijk lid van de groep is Albinykus.